# Саласар, Николас
Никола́с Маури́сио Саласа́р (исп. Nicolás Mauricio Zalazar; 29 января 1997, Буэнос-Айрес, Аргентина) — аргентинский футболист, защитник клуба «Дефенса и Хустисия», выступающий на правах аренды за «Ньюбленсе».

## Клубная карьера
Саласар — воспитанник футбольной академии «Сан-Лоренсо». В 2016 году Маркос был включён в заявку основной команды. 30 октября в матче против «Ньюэллс Олд Бойз» он дебютировал в аргентинской Примере.

## Международная карьера
В 2017 года Саласар в составе молодёжной сборной Аргентины принял участие в молодёжном чемпионате Южной Америки в Эквадоре. На турнире он сыграл в матчах против команд Колумбии, Эквадора и дважды Уругвая.